# Fußball-Europameisterschaft 2004/Gruppe B
Resultate der Gruppe B der Fußball-Europameisterschaft 2004:
| Pl. | Land       | Sp. | S | U | N | Tore    | Diff. | Punkte |
| --- | ---------- | --- | - | - | - | ------- | ----- | ------ |
| 1.  | Frankreich | 3   | 2 | 1 | 0 | 007:400 | +3    | 07     |
| 2.  | England    | 3   | 2 | 0 | 1 | 008:400 | +4    | 06     |
| 3.  | Kroatien   | 3   | 0 | 2 | 1 | 004:600 | −2    | 02     |
| 4.  | Schweiz    | 3   | 0 | 1 | 2 | 001:600 | −5    | 01     |

## Schweiz – Kroatien 0:0
| Schweiz                                                                           | Schweiz | Kroatien | Kroatien | Aufstellung                        |
| --------------------------------------------------------------------------------- | --- | --- | -------- | ---------------------------------- |
| Schweiz                                                                           | \| 1. Spieltag \| \| Sonntag, 13. Juni 2004 um 18:00 Uhr MESZ in Leiria (Estádio Dr. Magalhães Pessoa) \| \| Zuschauer: 24.090 \| \| Schiedsrichter: Lucílio Batista ( Portugal) \|                                                                               | \| 1. Spieltag \| \| Sonntag, 13. Juni 2004 um 18:00 Uhr MESZ in Leiria (Estádio Dr. Magalhães Pessoa) \| \| Zuschauer: 24.090 \| \| Schiedsrichter: Lucílio Batista ( Portugal) \|                                                       | Kroatien | Aufstellung Schweiz gegen Kroatien |
| Schweiz                                                                           | Jörg Stiel – Bernt Haas, Murat Yakin, Patrick Müller, Christoph Spycher – Johann Vogel – Benjamin Huggel, Raphael Wicky (83. Stéphane Henchoz) – Hakan Yakin (87. Daniel Gygax) – Alexander Frei, Stéphane Chapuisat (55. Fabio Celestini) Cheftrainer: Köbi Kuhn | Tomislav Butina – Boris Živković , Dario Šimić (61. Darijo Srna), Robert Kovač, Josip Šimunić – Ivica Mornar, Niko Kovač, Nenad Bjelica (74. Đovani Roso), Ivica Olić (46. Milan Rapaić) – Dado Pršo, Tomo Šokota Cheftrainer: Otto Barić | Kroatien | Aufstellung Schweiz gegen Kroatien |
| Schweiz                                                                           | Johann Vogel (4.), Benjamin Huggel (41.), Jörg Stiel (73.) | Dado Pršo (13.), Nenad Bjelica (30.), Milan Rapaić (48.), Boris Živković (51.), Ivica Mornar (52.) | Kroatien | Aufstellung Schweiz gegen Kroatien |
| Schweiz                                                                           | Johann Vogel (50.) | | Kroatien | Aufstellung Schweiz gegen Kroatien |
| 1. Spieltag                                                                       | | |          |                                    |
| Sonntag, 13. Juni 2004 um 18:00 Uhr MESZ in Leiria (Estádio Dr. Magalhães Pessoa) | | |          |                                    |
| Zuschauer: 24.090                                                                 | | |          |                                    |
| Schiedsrichter: Lucílio Batista ( Portugal)                                       | | |          |                                    |

## Frankreich – England 2:1 (0:1)
| Frankreich                                                            | Frankreich | England | England | Aufstellung                          |
| --------------------------------------------------------------------- | --- | --- | ------- | ------------------------------------ |
| Frankreich                                                            | \| 1. Spieltag \| \| Sonntag, 13. Juni 2004 um 20:45 Uhr MESZ in Lissabon (Estádio da Luz) \| \| Zuschauer: 62.487 \| \| Schiedsrichter: Markus Merk ( Deutschland) \| | \| 1. Spieltag \| \| Sonntag, 13. Juni 2004 um 20:45 Uhr MESZ in Lissabon (Estádio da Luz) \| \| Zuschauer: 62.487 \| \| Schiedsrichter: Markus Merk ( Deutschland) \|                                                                                       | England | Aufstellung Frankreich gegen England |
| Frankreich                                                            | Fabien Barthez – Lilian Thuram, William Gallas, Mikaël Silvestre (79. Willy Sagnol), Bixente Lizarazu – Patrick Vieira, Claude Makélélé (90.+4' Olivier Dacourt) – Robert Pires (75. Sylvain Wiltord), Zinédine Zidane – Thierry Henry, David Trezeguet Cheftrainer: Jacques Santini | David James – Gary Neville, Ledley King, Sol Campbell, Ashley Cole – David Beckham , Steven Gerrard, Frank Lampard, Paul Scholes (76. Owen Hargreaves) – Michael Owen (69. Darius Vassell), Wayne Rooney (76. Emile Heskey) Cheftrainer: Sven-Göran Eriksson | England | Aufstellung Frankreich gegen England |
| Frankreich                                                            | 1:1 Zidane (90.+1') 2:1 Zidane (90.+3', Foulelfmeter) | 0:1 Lampard (38.) | England | Aufstellung Frankreich gegen England |
| Frankreich                                                            | Robert Pires (49.), Mikaël Silvestre (72.) | Paul Scholes (54.), Frank Lampard (71.), David James (90.+2') | England | Aufstellung Frankreich gegen England |
| Frankreich                                                            | Fabien Barthez hält Foulelfmeter gegen David Beckham (73.) | | England | Aufstellung Frankreich gegen England |
| 1. Spieltag                                                           | | |         |                                      |
| Sonntag, 13. Juni 2004 um 20:45 Uhr MESZ in Lissabon (Estádio da Luz) | | |         |                                      |
| Zuschauer: 62.487                                                     | | |         |                                      |
| Schiedsrichter: Markus Merk ( Deutschland)                            | | |         |                                      |

## England – Schweiz 3:0 (1:0)
| England                                                                            | England | Schweiz | Schweiz | Aufstellung                       |
| ---------------------------------------------------------------------------------- | --- | --- | ------- | --------------------------------- |
| England                                                                            | \| 2. Spieltag \| \| Donnerstag, 17. Juni 2004 um 18:00 Uhr MESZ in Coimbra (Estádio Cidade de Coimbra) \| \| Zuschauer: 28.214 \| \| Schiedsrichter: Walentin Iwanow ( Russland) \|                                                                       | \| 2. Spieltag \| \| Donnerstag, 17. Juni 2004 um 18:00 Uhr MESZ in Coimbra (Estádio Cidade de Coimbra) \| \| Zuschauer: 28.214 \| \| Schiedsrichter: Walentin Iwanow ( Russland) \|                                                                                | Schweiz | Aufstellung England gegen Schweiz |
| England                                                                            | David James – Gary Neville, John Terry, Sol Campbell, Ashley Cole – David Beckham , Steven Gerrard, Frank Lampard, Paul Scholes (70. Owen Hargreaves) – Wayne Rooney (83. Kieron Dyer), Michael Owen (72. Darius Vassell) Cheftrainer: Sven-Göran Eriksson | Jörg Stiel – Bernt Haas, Murat Yakin, Patrick Müller, Christoph Spycher – Raphael Wicky, Fabio Celestini (53. Ricardo Cabanas), Benjamin Huggel – Hakan Yakin (83. Johan Vonlanthen) – Alexander Frei, Stéphane Chapuisat (46. Daniel Gygax) Cheftrainer: Köbi Kuhn | Schweiz | Aufstellung England gegen Schweiz |
| England                                                                            | 1:0 Rooney (23.) 2:0 Rooney (75.) 3:0 Gerrard (82.) | | Schweiz | Aufstellung England gegen Schweiz |
| England                                                                            | Wayne Rooney (18.) | Fabio Celestini (23.), Bernt Haas (49.) | Schweiz | Aufstellung England gegen Schweiz |
| England                                                                            | Bernt Haas (60.) | | Schweiz | Aufstellung England gegen Schweiz |
| 2. Spieltag                                                                        | | |         |                                   |
| Donnerstag, 17. Juni 2004 um 18:00 Uhr MESZ in Coimbra (Estádio Cidade de Coimbra) | | |         |                                   |
| Zuschauer: 28.214                                                                  | | |         |                                   |
| Schiedsrichter: Walentin Iwanow ( Russland)                                        | | |         |                                   |

## Kroatien – Frankreich 2:2 (0:1)
| Kroatien                                                                           | Kroatien | Frankreich | Frankreich | Aufstellung                           |
| ---------------------------------------------------------------------------------- | --- | --- | ---------- | ------------------------------------- |
| Kroatien                                                                           | \| 2. Spieltag \| \| Donnerstag, 17. Juni 2004, 20:45 Uhr MESZ in Leiria (Estádio Dr. Magalhães Pessoa) \| \| Zuschauer: 29.160 \| \| Schiedsrichter: Kim Milton Nielsen ( Dänemark) \|                                             | \| 2. Spieltag \| \| Donnerstag, 17. Juni 2004, 20:45 Uhr MESZ in Leiria (Estádio Dr. Magalhães Pessoa) \| \| Zuschauer: 29.160 \| \| Schiedsrichter: Kim Milton Nielsen ( Dänemark) \|                                                                                           | Frankreich | Aufstellung Kroatien gegen Frankreich |
| Kroatien                                                                           | Tomislav Butina – Dario Šimić, Robert Kovač, Igor Tudor, Josip Šimunić – Đovani Roso, Niko Kovač, Nenad Bjelica (68. Jerko Leko), Milan Rapaić (87. Ivica Mornar) – Dado Pršo, Tomo Šokota (73. Ivica Olić) Cheftrainer: Otto Barić | Fabien Barthez – Lilian Thuram, William Gallas (81. Willy Sagnol), Marcel Desailly , Mikaël Silvestre – Patrick Vieira, Olivier Dacourt (79. Benoît Pedretti) – Sylvain Wiltord (70. Robert Pires), Zinédine Zidane, Thierry Henry – David Trezeguet Cheftrainer: Jacques Santini | Frankreich | Aufstellung Kroatien gegen Frankreich |
| Kroatien                                                                           | 1:1 Rapaić (48., Foulelfmeter) 2:1 Pršo (52.) | 0:1 Tudor (22., Eigentor) 2:2 Trezeguet (64.) | Frankreich | Aufstellung Kroatien gegen Frankreich |
| Kroatien                                                                           | Igor Tudor (39.), Đovani Roso (61.), Robert Kovač (64.), Jerko Leko (78.) | Patrick Vieira (32.), Olivier Dacourt (60.) | Frankreich | Aufstellung Kroatien gegen Frankreich |
| 2. Spieltag                                                                        | | |            |                                       |
| Donnerstag, 17. Juni 2004, 20:45 Uhr MESZ in Leiria (Estádio Dr. Magalhães Pessoa) | | |            |                                       |
| Zuschauer: 29.160                                                                  | | |            |                                       |
| Schiedsrichter: Kim Milton Nielsen ( Dänemark)                                     | | |            |                                       |

## Schweiz – Frankreich 1:3 (1:1)
| Schweiz                                                                       | Schweiz | Frankreich | Frankreich | Aufstellung                          |
| ----------------------------------------------------------------------------- | --- | --- | ---------- | ------------------------------------ |
| Schweiz                                                                       | \| 3. Spieltag \| \| Montag, 21. Juni 2004, 20:45 Uhr MESZ, in Coimbra (Estádio Cidade de Coimbra) \| \| Zuschauer: 28.111 \| \| Schiedsrichter: Ľuboš Micheľ ( Slowakei) \|                                                                                    | \| 3. Spieltag \| \| Montag, 21. Juni 2004, 20:45 Uhr MESZ, in Coimbra (Estádio Cidade de Coimbra) \| \| Zuschauer: 28.111 \| \| Schiedsrichter: Ľuboš Micheľ ( Slowakei) \| | Frankreich | Aufstellung Schweiz gegen Frankreich |
| Schweiz                                                                       | Jörg Stiel – Stéphane Henchoz (85. Ludovic Magnin), Murat Yakin, Patrick Müller, Christoph Spycher – Ricardo Cabanas, Johann Vogel, Raphael Wicky – Hakan Yakin (60. Benjamin Huggel) – Daniel Gygax (85. Milaim Rama), Johan Vonlanthen Cheftrainer: Köbi Kuhn | Fabien Barthez – William Gallas (81. Willy Sagnol), Lilian Thuram, Marcel Desailly , Mikaël Silvestre – Sylvain Wiltord (70. Robert Pires), Patrick Vieira, Olivier Dacourt (79. Benoît Pedretti) – Zinédine Zidane – Thierry Henry, David Trezeguet Cheftrainer: Jacques Santini | Frankreich | Aufstellung Schweiz gegen Frankreich |
| Schweiz                                                                       | 1:1 Vonlanthen (26.) | 0:1 Zidane (20.) 1:2 Henry (76.) 1:3 Henry (84.) | Frankreich | Aufstellung Schweiz gegen Frankreich |
| Schweiz                                                                       | Hakan Yakin (43.), Raphael Wicky (66.), Benjamin Huggel (75.) | Thierry Henry (47.) | Frankreich | Aufstellung Schweiz gegen Frankreich |
| Schweiz                                                                       | Das 1:3 war das 400. EM-Tor | | Frankreich | Aufstellung Schweiz gegen Frankreich |
| 3. Spieltag                                                                   | | |            |                                      |
| Montag, 21. Juni 2004, 20:45 Uhr MESZ, in Coimbra (Estádio Cidade de Coimbra) | | |            |                                      |
| Zuschauer: 28.111                                                             | | |            |                                      |
| Schiedsrichter: Ľuboš Micheľ ( Slowakei)                                      | | |            |                                      |

## Kroatien – England 2:4 (1:2)
| Kroatien                                                           | Kroatien | England | England | Aufstellung                        |
| ------------------------------------------------------------------ | --- | --- | ------- | ---------------------------------- |
| Kroatien                                                           | \| 3. Spieltag \| \| Montag, 21. Juni 2004, 20:45 Uhr MESZ in Lissabon (Estádio da Luz) \| \| Zuschauer: 57.047 \| \| Schiedsrichter: Pierluigi Collina ( Italien) \|                                                                  | \| 3. Spieltag \| \| Montag, 21. Juni 2004, 20:45 Uhr MESZ in Lissabon (Estádio da Luz) \| \| Zuschauer: 57.047 \| \| Schiedsrichter: Pierluigi Collina ( Italien) \|                                                                                   | England | Aufstellung Kroatien gegen England |
| Kroatien                                                           | Tomislav Butina – Dario Šimić (67. Darijo Srna), Robert Kovač (46. Ivica Mornar), Igor Tudor, Josip Šimunić – Đovani Roso, Niko Kovač, Boris Živković , Milan Rapaić (55. Ivica Olić) – Dado Pršo, Tomo Šokota Cheftrainer: Otto Barić | David James – Gary Neville, John Terry, Sol Campbell, Ashley Cole – David Beckham , Steven Gerrard, Frank Lampard (84. Phil Neville), Paul Scholes (70. Ledley King) – Michael Owen, Wayne Rooney (72. Darius Vassell) Cheftrainer: Sven-Göran Eriksson | England | Aufstellung Kroatien gegen England |
| Kroatien                                                           | 1:0 N. Kovač (5.) 2:3 Tudor (73.) | 1:1 Scholes (40.) 1:2 Rooney (45.+1') 1:3 Rooney (68.) 2:4 Lampard (79.) | England | Aufstellung Kroatien gegen England |
| Kroatien                                                           | Dario Šimić (63.) | | England | Aufstellung Kroatien gegen England |
| 3. Spieltag                                                        | | |         |                                    |
| Montag, 21. Juni 2004, 20:45 Uhr MESZ in Lissabon (Estádio da Luz) | | |         |                                    |
| Zuschauer: 57.047                                                  | | |         |                                    |
| Schiedsrichter: Pierluigi Collina ( Italien)                       | | |         |                                    |